# Crypsicerus glabra
Crypsicerus glabra är en insektsart som först beskrevs av Miller, N.C.E. 1932.  Crypsicerus glabra ingår i släktet Crypsicerus och familjen Lathiceridae. Inga underarter finns listade i Catalogue of Life.